# Wahlen 1941
◄◄ | ◄ | 1937 | 1938 | 1939 | 1940 | Wahlen 1941 | 1942 | 1943 | 1944 | 1945 | ► | ►►

Weitere Ereignisse
Folgende Wahlen fanden 1941 statt:

## Europa
- In Großbritannien fanden verschiedene Nachwahlen statt.

## Amerika
- Präsidentschaftswahl in Guatemala 1941
- In verschiedenen Provinzen von Kanada fanden Parlamentswahlen statt:
  - in British Columbia,
  - in Manitoba,
  - in Nova Scotia.
- In einigen Städten Kanadas fanden Kommunalwahlen statt.
- Senatswahlen in Argentinien 1941
- Kommunalwahlen in Chile 1941
- Parlamentswahlen in Chile 1941

## Asien
- Präsidentschaftswahl in den Philippinen 1941
- Parlamentswahlen in den Philippinen 1941

## Australien
In verschiedenen Bundesstaaten Australiens wurden Parlamentswahlen durchgeführt:
- in New South Wales,
- in Queensland,
- in  South Australia,
- in Tasmanien.